# Marcedes Lewis
Marcedes Alexis Lewis (Los Alamitos, 19 maggio 1984) è un giocatore di football americano statunitense che milita nel ruolo di tight end per i Chicago Bears della National Football League (NFL). Fu scelto nel corso del primo giro (28º assoluto) del Draft NFL 2006 dai Jacksonville Jaguars. Al college ha giocato a football a UCLA.

## Carriera

### Jacksonville Jaguars
Lewis fu scelto dai Jacksonville Jaguars nel primo giro del Draft 2006, ritrovando il compagno di UCLA Maurice Jones-Drew, selezionato anch'egli nello stesso giorno. Nel luglio 2006 firmò un contratto quinquennale del valore di 7,5 milioni di, inclusi 4,8 milioni garantiti.
Lewis inizialmente non mantenne le aspettative come ricevitore, conquistato solo 91 passaggi nelle prime tre stagioni. Tuttavia, impressionò lo staff degli allenatori per le sue abilità nei blocchi.
Nel 2010, Lewis pareggiò il record di franchigia segnando 10 touchdown su ricezione, venendo convocato per il suo primo Pro Bowl, dopo che nell'anno precedente era stato nominato come riserva.
Il 24 febbraio 2011, i Jaguars applicarono su Lewis la franchise tag. Il 5 agosto, dopo un breve sciopero, firmò un nuovo contratto quinquennale del valore di circa 35 milioni di dollari (17 milioni garantiti). Quella stagione però, per la prima volta in carriera non segnò alcun touchdown.
Nella seconda gara della stagione 2014 contro i Washington Redskins, in cui segnò un touchdown, Lewis si infortunò a una caviglia, venendo costretto a uno stop di due mesi. Tornò in campo nell'undicesimo turno e segnò il suo secondo touchdown nella vittoria della settimana 16 sui Titans nella gara del giovedì notte.
Nel terzo turno della stagione 2017, Lewis, nella gara vinta a Londra contro i Baltimore Ravens, segnò tre touchdown, tanti quanti ne aveva segnati nelle tre stagioni precedenti. La sua stagione si chiuse con 5 marcature, il suo massimo dal 2010. Il 20 marzo 2018 fu svincolato. In precedenza era il giocatore da più tempo con la franchigia della Florida.

### Green Bay Packers
Il 24 maggio 2018 Lewis firmò con i Green Bay Packers. Il 18 marzo 2020 rinnovò per un altro anno a 2,25 milioni di dollari.

### Chicago Bears
Il 4 agosto 2023 il trentanovenne Lewis firmò con i Chicago Bears.

## Palmarès
- Convocazioni al Pro Bowl: 1

2010
- John Mackey Award - 2005